# 曹格
曹格（1979年7月9日—），本名曹佰豪，馬來西亞華裔創作男歌手。在台灣出道時因首張專輯的《Superwoman》與《世界唯一的你》兩曲而受到注意。曾兩度入圍台灣金曲獎，2008年以專輯《Super Sunshine》獲得第19屆金曲獎最佳國語男歌手獎。

## 生平
曹格出生於沙巴州古打毛律，祖籍廣東台山。父母在他9個月大時離婚，他9歲被送往加拿大讀書；因為語言問題學業跟不上，所以他在14歲回到馬來西亞。15歲到紐西蘭奧克蘭大學攻讀土木工程，畢業後回到馬來西亞。因長期在異鄉生活，曹格不斷受到華語音樂、卡達山民族音樂、毛利人及歐美音樂文化等的影響，後來將這些民族音樂融入其創作中。曹格最早的創作是在17歲時寫成的，在出道前也有些創作獲歌手採用，例如香港知名天王郭富城的首張EP《Ask For More》就收錄了他的三首創作。談及創作過程時，曹格說：「因為自己想唱到好聽的歌曲，所以開始創作。」他於2014年在歌唱節目《我是歌手2》承認自己雖然沒有接受正統音樂教育，但還是堅持所有專輯是全創作。1999年，參加Astro新秀大賽落選，因此面對歌唱比賽特別緊張，會不時打嗝，因此有“曹嗝”這個別名。
2001年，推出首張專輯《笑我笨》，並於馬來西亞發行《Gary》同名專輯。同年，曹格於新加坡的KTV，因為在著名音樂製作人凃惠源面前唱他作曲和編曲的《聽海》（張惠妹原唱），被他賞識，而讓他有機會遠赴台灣發展及學習，然而台灣的生活及機遇並非全然一帆風順，甚至要寄居在台北 Mega Force 錄音室。因為其貌不揚(很失禮喔)，而且不了解台灣主流音樂趨勢，被製作人狠批，兩年來一直酗酒，甚至服用安眠藥自殺不遂。
2004年，簽約滚石唱片。2005年1月，與光良合唱的〈少年〉，收錄在光良的第三張個人專輯《童話》。2006年1月26日，發行《格格Blue》專輯後，曹格開始受到眾多樂迷支持，以「貴族憂鬱王子」的形象重返樂壇。2007年5月4日，第18屆金曲獎入圍名單公佈，曹格憑《Superman》專輯獲提名最佳國語男歌手獎。2007年7月起，曹格於香港短暫居住，並推出第一首粵語歌《海邊的卡夫卡》，同年亦推出第二首粵語歌《左右無緣》。
2008年1月，推出国語專輯《Super Sunshine》。6月，首度個人演唱會「WELCOME TO MY WORLD 亞洲巡迴演唱會」於馬來西亞正式展開。演唱會期後移師新加坡、台灣、香港、澳門等地重演。同年7月5日，曹格憑此專輯榮獲第19屆金曲獎最佳国語男歌手獎，成為首位獲得此獎項的大馬歌手。同年秋天與妻子吳速玲舉行正式婚禮。曹格透露，當時太太結婚前已經懷孕多月，但家人和公司都不知情。兒女出生後，好友黃鴻升成為他們的乾爹。2010年5月，曹格宣佈轉投博美娛樂。2010年11月，於香港舉行「曹格Sensation World Asia Live Tour 2010世界巡迴演唱會」。於同月推出華語專輯《曹之在我》。演唱會期後移師馬來西亞等地重演。
2011年12月至2012年1月，於台北、高雄及台中，舉行四場「Gary Chaw SENSATION x JAZZ 爵士巡迴音樂會」，並發行會場限定發售單曲《Project Sensation JAZZ》，包括了"All I Have To Do Is Dream" "I Just Called To Say I Love You"兩首歌曲、以及歌曲的純音樂版本。這是曹格首次以樂團SENSATION的名義發行音樂作品和正式公開演出。SENSATION成員包括主唱曹格；鍵盤手兼團長Martin "Musa" Musaubach (Musa)；貝斯及低音大提琴手Lautaro Bellucca (LuKa)；鼓手Adriano Moreira (高飛)；以及製作人Michael Tu 凃惠源。Musa、LuKa和高飛本身為MUSA's成員，分別來自阿根廷和巴西兩地。
2012年5月，曹格簽約少城時代。2012年6月，SENSATION發行首張出道專輯《Gary Chaw Project Sensation 1 Jazz》。7月14日，「SENSATION 爵士音樂會」巡演於台北作為首站正式展開，然後隨即於新加坡、馬來西亞兩地演出。2012年8月4日及5日，首次入主香港紅磡體育館，連同SENSATION成員舉行一連兩場「Gary Chaw Sensational Sound Concert」。
2013年11月12日，正式成立音樂製作及經紀公司「就是音樂」（Joe's Music）。2013年12月29日，曹格透露在2014年將會與張宇、周筆暢、鄧紫棋等歌手參加《我是歌手》。雖然在第一期現場觀眾投票以一票差領先鄧紫棋得第四，但在第二期排第七，在第一輪（兩期總票）敬陪末座，而成為第一位被淘汰選手。但在2014年3月21日突圍賽成功復活。2014年5月，曹格帶同兒子曹三豐Joe及女兒曹華恩Grace參加《爸爸去哪兒2》。2015年，曹格與韓磊、林志炫和杨钰莹成為《音乐大师课》導師。同年，也以“齊天大聖”的面具參加《蒙面歌王》，成为第五集歌王。半決賽淘汰後退賽，沒有參加突圍賽。2016年4月，參加江蘇衛視大型推理神秘音樂秀《看見你的聲音》，為第四期大來賓，亦為節目開播以來，首位成功於最終環節，與實力者合唱之大來賓。

## 個人生活
2008年，曹格與吳速玲結為夫妻。婚後育有一子一女。
2022年11月，曹格與吳速玲結束14年的婚姻關係。

## 爭議事件
曹格在台灣的时期因为一直酗酒，导致他有爱喝酒的习惯，但也因为醉酒使他不斷惹出是非、骂粗话和动粗的行为。
早在2006年剛至台灣發展不久，曹格就因酒醉惹事上版面。他因为喝醉而练习腿功，不幸受伤，送医缝了20多针。在他喝醉练习腿功的同时，还踢壞了台北東區某家餐廳的招牌，鄰居甚至还因为嫌他太吵而報警處理。
2007年7月9日，曹格在新加坡慶生，而再度醉酒後，揮拳傷人。
2008年，曹格和报章媒體聚餐，再度喝酒，酒後直接失控砸破酒杯。
2009年9月23日，曹格又在中环街头中发生争执，酒后还直接飞脚毆打香港藝人側田的下体。曹格前后脚于中环卑利街一间酒吧消遣，和好友側田在香港酒吧消費，期间曹格在酒意下于酒吧内与人起冲突，继而动武，侧田劝架。而媒体更傳出曹格因为醉酒而导致兩人大打出手。其后两人登上的士离开时，曹格突然下车更拿起并挥舞锋利路牌图施袭，及起飞脚踢车内的人，由于记者听到车厢内传来一声惨叫，疑侧田被踢中下体受伤，幸及时被友人阻止，才避免进一步发生流血事件。过后，香港歌手兼演员刘德华不忍心他堕落，还专门告诫他：“再不改变，就退出演艺圈。”
2011年，曹格到加拿大溫哥華開唱，他喝醉酒後，砸壞了飯店音響，還跟服務生起衝突。最後他直接被警察帶走，拘留24小時。
而他开了记者会，曾一度公開道歉稱要戒酒，不過他在2013年，又在林志穎的婚禮上，再度貪杯鬧事。
2013年，曹格在台北西門町「河岸留言」聽音樂會，因为和他妻子吴速玲的婚姻问题吵架而借酒消愁，就导致他又再次喝醉搶麥罵髒話，講話語無倫次，更被民众拍到他搖搖晃晃地衝上表演舞台搗亂（当时曹格在这场演唱会并非嘉宾），還把一名女生拉上台摟摟抱抱，甚至在镜头面前比中指。小鬼见状反而拖不走曹格，曹格还直接动粗，開始揮拳，最后直接被工作人员动手拖走。最后曹格开了记者会道歉，以一碗茶强调：“就此戒酒，不再碰酒”，还说女儿一句话：“爸爸，我不喜欢你喝酒”，让他“一辈子都不会再碰酒。”不過这个承诺维持了9年后又再度破功。
2022年，有网友在社群《爆料公社》爆出曹格疑似酒後與其他顧客起爭執，甚至還飆髒話拿東西砸老闆娘，該2分鐘的咆哮影片曝光，隨即掀起網友熱議，不少網友都紛紛酸“還以為舊聞重貼”。而曹格被爆料網友控酒後失態，喝醉跑到別人包廂亂罵人，還不斷用污辱性的字眼咆哮，甚至還動手砸東西，就連老闆的小孩也遭打到。對此，曹格在3月9日晚間回應，還原當時與友人聚餐喝雞湯，因隔壁包廂客人音量過大，請餐廳幫忙反映後，卻遭對方某人大骂粗口，才會引起口角。有网民询问曹格是否喝醉酒，而曹格则回应网民：“可能是鸡汤里面有酒精吧。”

## 派台歌曲成績（香港地區）
| 派台歌曲成績         | 派台歌曲成績       | 派台歌曲成績 | 派台歌曲成績 | 派台歌曲成績 | 派台歌曲成績 | 派台歌曲成績                          |
| -------------------- | ------------------ | ------------ | ------------ | ------------ | ------------ | ------------------------------------- |
| 唱片                 | 歌曲               | 903          | RTHK         | 997          | TVB          | 備註                                  |
| 2006年               |                    |              |              |              |              |                                       |
| 格格Blue             | Superwoman         | 14           | 15           | -            | -            |                                       |
| 2007年               |                    |              |              |              |              |                                       |
| Superman             | 3-7-20-1           | 3            | 1            | 1            | 7            |                                       |
| Superman             | 兩隻戀人           | -            | 3            | 17           | -            |                                       |
| Superman             | Superman           | -            | 6            | -            | -            |                                       |
|                      | 快樂地圖Let's Go   | -            | 1            | -            | -            | 太陽計劃2007主題曲 與張敬軒、衛蘭合唱 |
| 滾石30周年精選珍藏集 | 海邊的卡夫卡       | 2            | 2            | 2            | -            |                                       |
| 滾石30周年精選珍藏集 | 左右無緣           | -            | 3            | -            | -            |                                       |
| 2008年               |                    |              |              |              |              |                                       |
| Super Sunshine       | 無辜               | 14           | 2            | -            | -            |                                       |
| Super Sunshine       | Super Sunshine     | 20           | 3            | -            | -            |                                       |
| Super Sunshine       | 起床歌             | -            | 6            | -            | -            |                                       |
| 2009年               |                    |              |              |              |              |                                       |
| Super Sunshine       | 奈斯男孩           | -            | -            | 2            | -            |                                       |
| 超級4th場            | 寂寞先生           | -            | 9            | 1            | -            |                                       |
| 2010年               |                    |              |              |              |              |                                       |
| 曹之在我             | 爺爺               | -            | 15           | 5            | -            |                                       |
| 曹之在我             | 丑角               | -            | 8            | -            | -            |                                       |
| 2011年               |                    |              |              |              |              |                                       |
|                      | 祝我情人節快樂     | -            | -            | -            | -            | 與李幸倪合唱                          |
| 2012年               |                    |              |              |              |              |                                       |
| 荷里活的動物園       | 誰來陪我唱完這首歌 | -            | 15           | -            | 2            |                                       |
| 荷里活的動物園       | 荒謬英雄           | 14           | -            | -            | -            |                                       |
| 2015年               |                    |              |              |              |              |                                       |
| 我們是朋友           | 面具               | -            | -            | -            | -            |                                       |
| 我們是朋友           | 美麗人生           | -            | -            | 2            | -            | DBC華語歌曲流行指數：3                |
| 2016年               |                    |              |              |              |              |                                       |
| 我們是朋友           | 小小               | -            | -            | 3            | -            |                                       |
| 2019年               |                    |              |              |              |              |                                       |
| 曹小格 Super Junior  | 寂寞寂寞不好       | -            | -            | 9            | -            |                                       |
| 曹小格 Super Junior  | 慢動作             | -            | -            | -            | -            |                                       |

‬
| 各台冠軍歌總數 | 各台冠軍歌總數 | 各台冠軍歌總數 | 各台冠軍歌總數 | 各台冠軍歌總數    |
| -------------- | -------------- | -------------- | -------------- | ----------------- |
| 903            | RTHK           | 997            | TVB            | 備註              |
| 0              | 2              | 2              | 0              | 四台冠軍歌總數：0 |

- （*）仍在榜上
- （-）未能上榜

## 綜藝節目
- 2014年《我是歌手》
- 2014年《爸爸去哪兒2》
- 2015年《音樂大師課》
- 2015年《蒙面歌王》
- 2015年《為你而歌》
- 2016年《旋風孝子》
- 2016年《我想和你唱》
- 2016年《中國新聲代》
- 2016年《来吧冠军》
- 2017年《跨界冰雪王》
- 2017年《The Voice 决战好声》
- 2017年《圍爐音樂會》
- 2018年《异口同声》
- 2018年《嗨！唱起来》
- 2019年《音你成名》
- 2019年《声音的抉择》
- 2020年《声音猎人》

## 榮譽獎項
| 年份   | 獎項 |
| ------ | --- |
| 2000年 | - 馬來西亞娛協獎 - 最佳新人獎《笑我笨》 |
| 2002年 | - 馬來西亞娛協獎 - 新人推薦獎銅獎、本地十大創作歌曲獎《寂寞空氣》 |
| 2006年 | - 全球華語歌曲排行榜 - 馬來西亞傑出歌手 - TVB8金曲榜 - 最佳新人金獎《格格Blue》 - 馬來西亞娛協獎 - 最佳製作獎《少年》、十大原創歌曲獎《姑娘》、十大原創歌曲獎《少年》、十大原創歌曲獎（國際組）《睫毛彎彎》 - 台灣KKBOX數位音樂風雲榜 - 年度最佳新人 - 廣州金曲金榜 - 最佳新人獎金獎 |
| 2007年 | - 年度十大金曲《Super Woman》 - 年度十大金曲《Super Woman》 - 年度二十大金曲、年度連續攻榜冠軍單曲 × 5《梁山伯與朱麗葉》 - 2006年加拿大至HIT中文歌曲排行榜 - 全國推崇男新人(國語) - 音樂風雲榜 - 港台年度新人 - 新城國語力頒獎禮 - 男歌手獎、最佳演繹獎、國語力歌曲獎《3-7-20-1》、熱爆K歌獎《兩隻戀人》 - 全球華語歌曲排行榜 - 馬來西亞傑出歌手 - TVB8金曲榜 - 最佳唱作歌手金獎、年度金曲獎《Superman》、最佳作曲獎《Superman》 |
| 2008年 | - 第19屆金曲獎 - 最佳國語男歌手獎 - 新城勁爆頒獎禮 - 新城勁爆亞洲歌手大獎 - 新城國語力頒獎禮 - 男歌手獎、國語力歌曲獎《無辜》、年度專輯獎《Super Sunshine》 - 東南勁爆音樂榜 - 十大金曲獎《單數》、港台地區勁爆最佳唱作歌手、勁爆港台地區最佳男歌手 - 馬來西亞娛協獎 - 傑出表現獎、最佳原創金曲獎（國際組）《背叛》、最佳本地演繹歌手獎《背叛》、最受歡迎原創金曲獎《背叛》、十大原創歌曲獎（國際組）《Superman》、《一眼瞬間》、《背叛》、《3-7-20-1》、最受歡迎K歌銀獎《背叛》 - TVB8金曲榜 - 最佳唱作歌手金獎、金曲金獎《無辜》、年度金曲獎《無辜》 - 2007年加拿大至HIT中文歌曲排行榜 - 全國推崇十大歌曲(國語)《背叛》、全國推崇唱作人(國語) - 全球華語歌曲排行榜 - 馬來西亞傑出歌手、傳媒推薦大獎 |
| 2009年 | - 2008年加拿大至HIT中文歌曲排行榜 - 全國推崇男歌手(國語) - TVB8金曲榜 - 年度金曲獎《寂寞先生》、最佳作曲獎《寂寞先生》、最佳作詞獎《寂寞先生》、最佳唱作歌手銀獎《寂寞先生》、最受歡迎男歌手《寂寞先生》、金曲金獎《寂寞先生》 - 十大勁歌金曲頒獎典禮 - 最受歡迎華語歌曲獎 金獎《寂寞先生》 - HITO流行音樂獎頒獎典禮 - Hito海外歌手獎（馬來西亞） - 新城勁爆頒獎禮 - 新城勁爆國語專輯《超級4th場》、新城勁爆國語歌手、新城勁爆亞洲創作歌手大獎 - 新城國語力頒獎禮 - 男歌手獎、年度專輯獎《超級4th場》 - 原創中國音樂盛典 - 年度最受歡迎歌手、年度最佳男演唱人、年度最佳唱作人 - 東方風雲榜 - 華語五強「馬來西亞最受歡迎歌手」                                                                         |
| 2010年 | - 2009年加拿大至HIT中文歌曲排行榜 - 全國推崇十大歌曲(國語)《寂寞先生》 - 馬來西亞娛協獎 - 十大原創歌曲獎（國際組）《PK》、十大原創歌曲獎（國際組）《寂寞先生》 - 新城國語力頒獎禮 - 男歌手獎、國語力歌曲獎《Happy Day》、製作人大獎、亞洲創作歌手獎 - 2010勁歌金曲優秀選第三回 - 最受歡迎華語歌曲獎《爺爺》 - 2010年马来西亚十大傑出青年 - 文化成就領域十大傑出青年 |
| 2011年 | - MY Astro至尊流行榜頒獎典禮 - 至尊男歌手（大馬）、至尊金曲25《爺爺》 - 全球流行音樂金榜 - 年度20大金曲《爺爺》 |
| 2012年 | - 馬來西亞娛協獎 - 最佳本地演繹歌手獎、十大原創歌曲獎（國際組）《爺爺》 - 北京流行音樂典禮 - 最佳男歌手、年度金曲《誰來陪我唱完這首歌》 |
| 2013年 | - 全球華語歌曲排行榜 - 最佳男歌手、年度二十大金曲《誰來陪我唱完這首歌》 |
| 2015年 | - 馬來西亞娛協獎 - 最佳流行音樂專輯獎《荷里活的動物園》、十大原創歌曲獎（國際組）《荷里活》 - 酷音樂亞洲盛典 - 酷音樂年度最受關注全能藝人 |
| 2016年 | - 東方風雲榜 - 華語五強「馬來西亞最受歡迎歌手」、「年度風雲歌手」 - ON MUSIC流行音樂榜 - 2015年度最ON金曲獎（本地组）《面具》 |
| 2017年 | - 第21屆全球華語音樂榜中榜 - 榜中榜最受歡迎男歌手(港臺)、Channel V最受歡迎唱作人 |

## 外部連結
- （繁體中文） 官方博客
- （繁體中文） 曹格的Facebook專頁
- （中文） 曹格的新浪微博
- （中文） 曹格的新浪博客
- （中文） 曹格的Instagram帳戶
- （中文） 曹格小红书
- （中文） 曹格抖音
- 曹格在互联网电影资料库（IMDb）上的資料（英文）（英文）
- 曹格在香港影庫上的簡介
- 曹格在豆瓣上的资料（简体中文）
- 曹格在时光网上的簡介（简体中文）

## 關聯項目
- SENSATION

## 資料來源
1. ↑  .   [2012-11-29]. （原始内容存档于2014-07-04）.
2. ↑  .   [2012-11-29]. （原始内容存档于2014-10-16）.
3. ↑  .   [2012-11-29]. （原始内容存档于2014-03-01）.
4. ↑  专辑：光良--《童话》 （页面存档备份，存于）. 新浪网
5. ↑  .   [2007-05-06]. （原始内容存档于2018-07-20）.
6. ↑  .   [2012-11-29]. （原始内容存档于2014-06-26）.
7. ↑  .   [2014-01-18]. （原始内容存档于2015-09-24）.
8. ↑  .   [2010-05-29]. （原始内容存档于2011-02-22）.
9. ↑  . 專輯線上收聽 - KKBOX.   [2012-08-01]. （原始内容存档于2012-02-06）.
10. ↑  曹格加盟少城时代 携爵士英文专辑强势回归 （页面存档备份，存于）. 腾讯网
11. ↑  . eTV粉絲團. 2012-07-14  [2012-08-02]. （原始内容存档于2014-10-06）.
12. ↑  . Enter-E.net. 2012-07-22  [2012-07-22]. （原始内容存档于2013年5月7日）.
13. ↑  . ETtoday星光雲. 2022-02-27  [2023-08-05]. （原始内容存档于2023-08-05） （中文）.
14. ↑  . 巴士的報. 2023-04-12  [2023-08-05] （中文）.
15. ↑  . 中時新聞網. 2023-04-08  [2023-08-05]. （原始内容存档于2023-08-05） （中文）.
16. ↑  . 東方網 馬來西亞東方日報. 2023-02-14  [2023-08-05]. （原始内容存档于2023-08-05） （中文）.
17. ↑  . 马来西亚十大杰出青年奖官方网站.   [2017-09-09]. （原始内容存档于2017-12-18）.